# Arizona-Eiche
Die Arizona-Eiche (Quercus arizonica), auch Arizona-Weißeiche genannt, ist eine Pflanzenart aus der Gattung der Eichen (Quercus) innerhalb der Familie der Buchengewächse (Fagaceae). Sie ist in den südlichen USA und im nördlichen Mexiko verbreitet.

## Beschreibung

### Vegetative Merkmale
Die Arizona-Eiche wächst als immer- oder halbimmergrüner, kleiner bis mittelgroßer Baum der Wuchshöhen von bis über 18 Metern erreichen kann. Der Stammdurchmesser erreicht bis über 1 Meter. Oder sie wächst oft als kleiner, reich verzweigter Strauch. Die dicke Rinde ist rissig bis schuppig und die Zweige sind gelblich, haben einen Durchmesser von 1,5 bis 2,5 Millimetern und sind zuerst filzig behaart, nach der Zeit werden sie aber trüb grau. Die Knospen sind rotbraun, eiförmig und etwa 3 Millimeter groß.
Die wechselständig angeordneten Laubblätter sind in Blattstiel und -spreite gegliedert. Der kurze Blattstiel ist 3 bis 10 Millimeter lang. Die kleine, meist „bereifte“ und stachelspitzige Blattspreite ist elliptisch oder länglich bis verkehrt-eiförmig und mit stumpfem bis spitzem oberen Ende. Die oberseits schwach behaarte und raue, unterseits leicht behaarte Blattspreite ist flach bis leicht konvex, dick und ledrig, meistens steif und an der Basis leicht herzförmig oder gerundet. Die Ränder sind grob stachelspitzig gezähnt bis fast ganz.

### Generative Merkmale
Die Blütezeit liegt im Frühjahr zwischen April und Mai. Die Blüten sind gelb oder grün.
Die Eicheln hängen einzeln oder paarweise und sitzen in fein behaarten, tassen- oder becherförmigen Fruchtbechern.

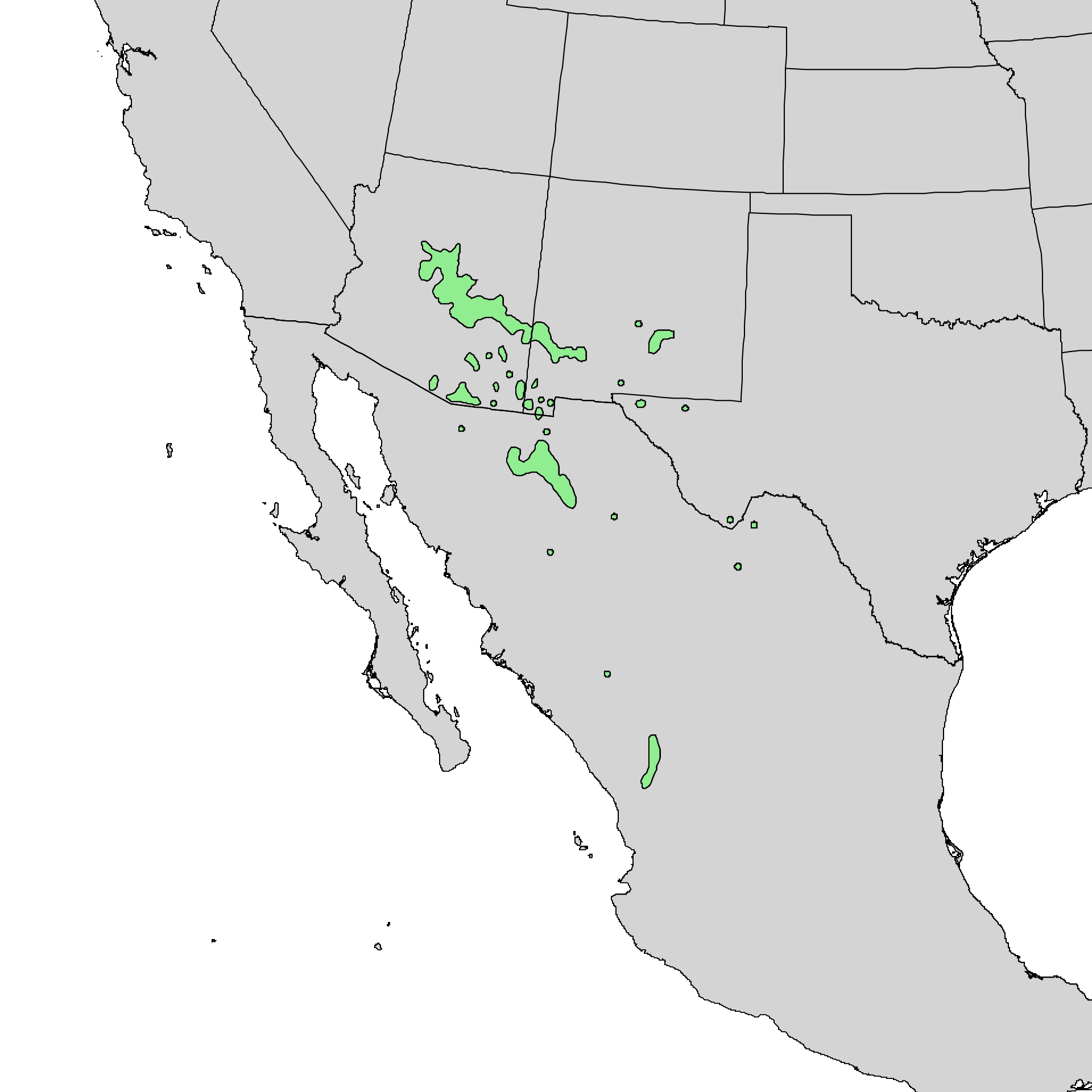
Verbreitungsgebiet

## Vorkommen
Das Verbreitungsgebiet von Quercus arizonica liegt im westlichen Nordamerika in den südlichen US-Bundesstaaten Arizona, New Mexico und Texas und in den mexikanischen Bundesstaaten Chihuahua, Coahuila, Durango und Sonora. Sie kommt in den USA vom zentralen Arizona bis südwestlichen New Mexico vor. Vereinzelte Populationen gibt es im westlichen Texas und nördlichen Mexiko. In Mexiko reichen die Areale von Coahuila westwärts bis Baja California Sur. In Baja California Sur gibt es weniger als 20 Fundorte.
Die Arizona-Eiche kommt in Höhenlagen von 1520 bis 2130 Metern vor. Sie gedeiht am besten auf trockenen, steinigen sowie sandigen Böden und sonnige bis halbschattige Standorten.

## Systematik
Die Erstbeschreibung von Quercus arizonica erfolgte 1895 durch Charles Sprague Sargent in Garden and Forest; a Journal of Horticulture, Landscape Art and Forestry, Volume 8, Seite 89. Ein Synonym von Quercus arizonica Sarg. ist Quercus sacame Trelease.
Die Art Quercus arizonica gehört zur Sektion der Weißeichen (Quercus) innerhalb der Gattung Quercus.

## Verwendung
Die Eicheln sind essbar, sie enthalten viel weniger Bitterstoffe als normale Eicheln. 
Aufgrund ihrer Robustheit sind Arizona-Eichen beliebt für Gärten und Parks.